# 181 (số)
181 (một trăm tám mươi mốt) là một số tự nhiên ngay sau 180 và ngay trước 182.